# Nova geografia econômica
A nova geografia econômica (do inglês new economic geography) é uma vertente econômica teórica.

## Introdução
A expressão nova geografia econômica refere-se a uma mudança qualitativa no estudo teórico de/da geografia econômica que enfatiza novos aspetos como os retornos crescentes ou economias de aglomeração/economias da aglomeração. 
- os custos de transporte;
- a "dimensão espacial" de qualquer atividade econômica;
- os retornos crescentes "para justificar a desigual distribuição, nacional e global da actividade económica";
- a incorporação das/de externalidades espaciais / de economias de aglomeração ("para explicar os processos de acumulação de riqueza nos lugares inicialmente favorecido pela localização de um conjunto de atividades econômicas e a importância das multinacionais").[1]

A nova geografia econômica, tenta explicar (principalmente), portanto, as chamadas economias de aglomeração" (termo/ideia/conceito(?) que se refere à proximidade geográfica com um grande mercado que permitam reduzir os custos de transporte; os benefícios da comunicação, por sua vez, deveriam ser conseguidos mediante/por/com (uma) infraestrutura adequada, spillovers tecnológicos, "cultura corporativa"(?)[erro], com a vontade de proximidade entre produtores e fornecedores ou o "imã" que tem uma indústria para atrair trabalhadores qualificados para suas empresas).
Às vezes o termo "nova geografia econômica" tem um significado mais trivial e não se refere a esse salto qualitativo; por exemplo, o Relatório Mundial de/do Desenvolvimento 2009: Uma nova geografia econômica" do Banco Mundial. 

## "Cronologia"/Autores (-chave)
Segundo Paul Krugman, os antecedentes da nova geografia econômica eram, de certa maneira, cinco tradições, entre quais:
- (um)a "geometria germânica" ("Germanic Geometry" - oposto, segundo Krugman, ao(s) "modelo(s) anglo-saxão de economia"), baseada em Alfred Weber e seus seguidores; teoria dos lugares centrais, Lösch; Walter Christaller - larga/amplamente ignorado pelos economistas mainstream, o que é criticado por Krugman. Só (?) "recuperado" por Walter Isard.
- e, finalmente (como ultima "tradução teórica" enunciada por Krugman no seu trabalho seminal), a "causação cumulativa" ("Cumulative causation").

A mais aprimorada síntese teórica da/sobre a nova geografia economica é provavelmente o livro The Spatial Economics de Masahisa Fujita, Paul Krugman e Anthony J. Venables de 1999. Destaca-se também como base teórica o "modelo centro-periferia".

### O "fundador" Paul Krugman
A nova geografia econômica é, segundo Paul Krugman um um novo "tipo" de pesquisa (científica, evidentemente), (frequentemente descrito/denominado como/de “nova geografia econômica”), que surgiu desde 1990 no meio neokeynesiano economista estadunidense. Trata-se de uma “vertente” que difere do “trabalho tradicional” de/da/na geografia econômica principalmente no que se refere à adoção de uma estratégia de modelar / criar modelos que explora/usa os mesmos “tricks” técnicos / técnicas que tiveram um papel tão importante no “novo comércio” (new trade) e nas “novas” teorias “do crescimento” (‘new growth’ theories); essas “técnicas” de criar modelos, enquanto que eles excluem qualquer pretensão de generalidade, permitem a construção de modelos que – diferentemente à maioria da análise espacial tradicional – correspondem completamente a um equilíbrio geral e deriva claramente o "comportamento agregado" da/desde a/a partir da maximização individual. O novo "trabalho" é altamente sugestivo, particularmente no que se refere a indicar como acasos/acidentes históricos podem reconfigurar/marcar/influenciar/determinar a geografia econômica, e como (as) mudanças graduais de/em parâmetros de base possam/podem produzir câmbios/mudanças descontínuas em/na estrutura espacial. Também serve para/como posicionar/restabelecer a análise geográfica bem/amplamente o mainstream econômico.